# Chemin de fer de la grande mine de Laxey

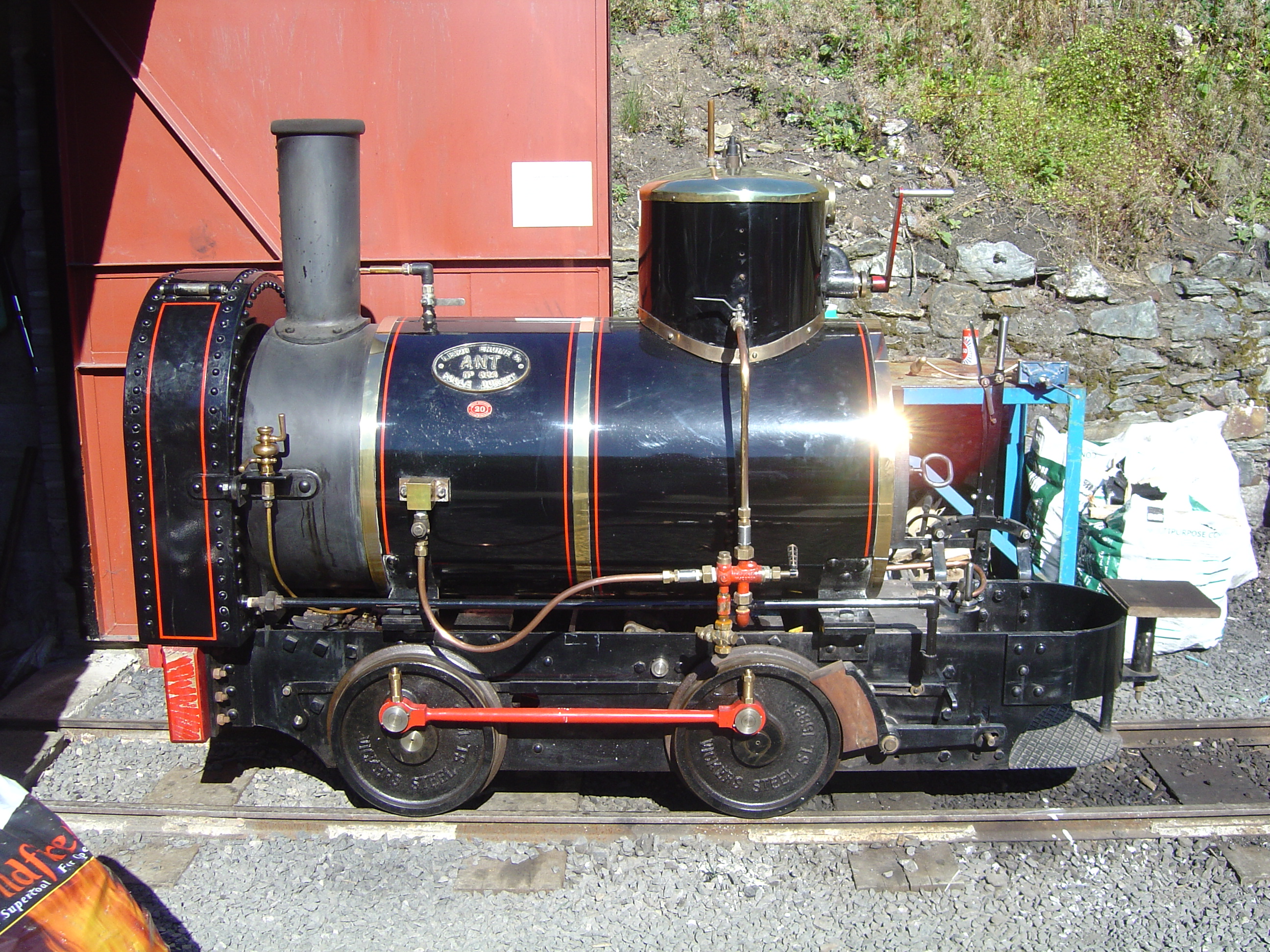
La locomotive Ant

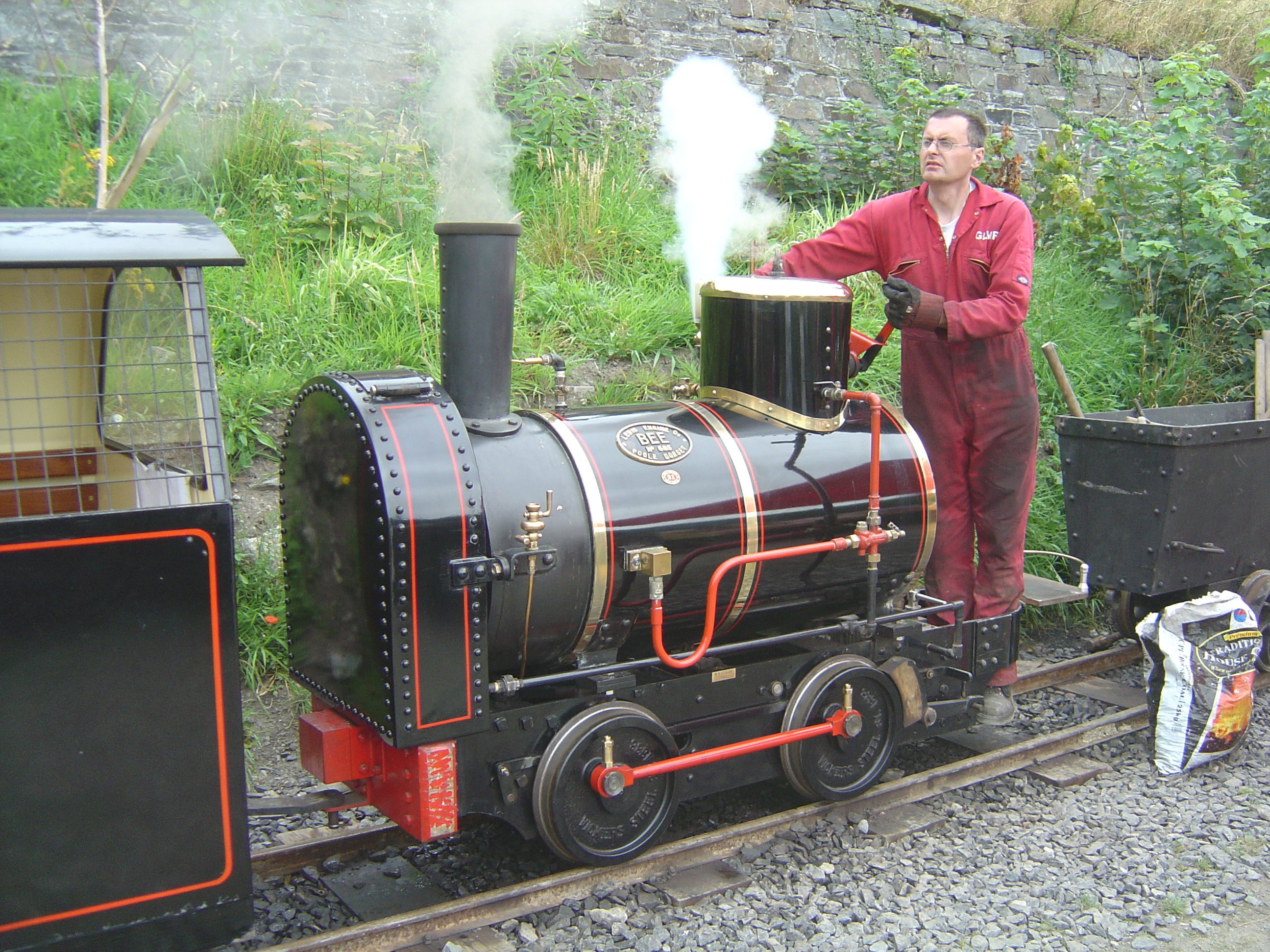
La locomotive Bee

Le chemin de fer de la grande mine de Laxey a été construit à l'origine pour desservir la grande mine de Laxey de l'île de Man, une mine de plomb localisée à Laxey.

## La ligne minière
L'écartement des rails est de 19 pouces (482 millimètres). Le parcours relie l'entrée de la vieille mine au site de lavage, sur une longueur de 400 mètres. Il s'effectue le long de la rive droite, et traverse l'unique tunnel de chemin de fer de l'Île de Man. Celui-ci passe sous le chemin de fer électrique mannois et la route A2 qui relie Douglas à Ramsey.

## Reconversion touristique
Abandonné en 1929 à la fermeture de la mine, le chemin de fer de la grande mine de Laxey a rouvert en septembre 2004 avec une vocation touristique. Le service est assuré par les locomotives à vapeur Ant (« fourmi ») et Bee (« abeille »), répliques des locomotives Lewin d'origine, construites en 1877. Elles portent les mêmes noms que leurs aînées. Elles transportent des passagers sur un itinéraire où circulaient jadis des wagonnets chargés de minerai de plomb et tirés par des poneys.

## Traduction
- (en) Cet article est partiellement ou en totalité issu de l’article de Wikipédia en anglais intitulé « Great Laxey Mine Railway » (voir la liste des auteurs).